# Université internationale d'Okinawa
L'université internationale d'Okinawa (沖縄国際大学 Okinawa kokusai daigaku), souvent abrégé en (沖国大 Okikokudai)), est une université privée située à Ginowan, préfecture d'Okinawa au Japon. Le prédécesseur de l'école est fondé en 1959 et il est agréé au titre d'université en 1972.

## Source de la traduction
- (en) Cet article est partiellement ou en totalité issu de l’article de Wikipédia en anglais intitulé « Okinawa International University » (voir la liste des auteurs).